# Guardiana de los Ríos
Guardiana de los Ríos es un documental producido por Radio Progreso y Madre Tierra Producciones, dirigido por la periodista y realizadora Jennifer Ávila. Trata sobre el legado de la lucha realizada por la líder indígena y ambientalista Berta Cáceres, en el que se denuncia la venta de los ríos de Honduras en forma de concesiones a personas naturales y a empresas extranjeras para la construcción de represas,  sin respetar el Convenio 169 de la OIT sobre pueblos indígenas y tribales. Además, denuncia como se han secado los ríos superficiales y subterráneos, dejando a las comunidades de las poblaciones aledañas sin acceso al agua para su consumo, dificultando su vida diaria al no poder beber de su agua y no tener la suficiente para el riego, afectando la agricultura, el crecimiento de los bosques y el desarrollo de la vida en sus entornos. Este documental se comenzó a grabar un día después de que Berta Cáceres fuera asesinada. En una entrevista publicada por la Revista Pueblos, Jennifer Ávila manifiesta:
(...) nosotras ya teníamos la inquietud de hacer un documental para visibilizar la lucha de las comunidades en defensa del agua y de los ríos. Berta acompañaba estas luchas, por eso teníamos planificada una entrevista con ella. Yo estaba preparando el guion cuando asesinaron a Berta. Fue un golpe muy duro. A pesar de las amenazas que había sufrido, nadie se lo esperaba, por estar ella muy reconocida también a nivel internacional. El día de su funeral mirábamos a las mujeres y a los hombres que ella acompañó por tanto tiempo. Nos sorprendía la cantidad de gente y la diversidad de las personas que acudieron al acto. No solamente iban a despedir a Berta, sino que reafirmaban su compromiso con la lucha, y esto nos dio la fuerza para comenzar a grabar el documental con las comunidades.

## Entrevistas
Varios líderes comunitarios, funcionarios del gobierno y empresarios son entrevistados en el documental. Entre ellos podemos mencionar los siguientes:
- María Santos; Vice-alcalde de Santa Elena. En el documental argumenta que los crímenes cometidos contra los campesinos, se deben a los problemas relacionados con el consumo de bebidas alcohólicas.
- Arnold Castro; empresario de energía eléctrica, líder de Inversiones La Aurora SA y esposo de la actual vicepresidenta del congreso Gladis Aurora López Calderón, persona que, como se observa en el documental, le comentó sobre el río El Aguacatal. En el vídeo Arnold Castro es cuestionado sobre la presunta violación del Artículo número 15 de la Ley de Contratación, en donde se prohíbe a los parientes de los funcionarios públicos establecer contratos con el Estado, al ser su esposa la vicepresidenta del Congreso Nacional.[4] Castro responde que la concesión le fue otorgada durante los meses en que Roberto Micheletti era presidente y que su esposa no era funcionaria del Estado en ese tiempo, pues para el momento de esa entrevista, su esposa sólo tenía seis años de pertenecer al Congreso Nacional.[5]
- Eduardo Ramírez; alcalde de Esparta, Atlántida. Él expresa que la empresa Contempo, de Freddy Nasser, inició gestiones para construir una represa y que esta le fue aprobada en 2008 por el Congreso, y obteniendo en 2009 el permiso de operación, hecho que ha afectado a varias comunidades de la zona.
- Kevin Reyes; líder ambientalista. En el documental comenta que no puede heredarle a sus hijos automóviles o terrenos, debido a que no los tiene; pero que sí puede heredarles el río y la vida que este da a sus tierras. También denuncia las amenazas con arma de fuego que recibió en varias ocasiones por parte de Isaías Méndez.

## Denuncias
Las comunidades denuncian los asesinatos de sus miembros, además del ofrecimiento de 100 Lempiras y hortalizas a cambio de la firma de convenios para aprobar las construcciones de represas y el ofrecimiento de carreteras por parte de las constructoras, a lo que los indígenas habían respondido que no, pues están en contra de la construcción de carreteras por parte de particulares, pues eso es una obligación del gobierno y un derecho de los pueblos. El pueblo indígena se resiste a vender sus ríos y tierras, ya que estos son su fuente de vida.
Denunciaron también el intento de construcción de la represa Paso Viejo desde 2012 por parte de la constructora de Johny Canahuati en el Río Grande (a su vez formado por otros cuatro ríos: el Río Negro, el Río Liscon, el Río Cuyamel y Río Chiquito) que tuvo que ser detenido debido a sus protestas. Desde el año 2014 las máquinas pararon todas las operaciones.
Los indígenas denuncian el robo de los ríos, que para ellos son la sangre de sus tierras, al haber sido vendidos en forma de concesiones con la excusa de que estos son parte de una red eléctrica formada por la Iniciativa para la Integración de la Infraestructura Regional Suramericana (IIRSA), que viene desde Ecuador hasta el norte y cuyo presunto objetivo principal es garantizar el suministro de energía a Estados Unidos cuando el petróleo escasee.  
En el documental, los indígenas expresan que podrían prestar la energía solar y eólica, pero no los ríos y el agua, pues estos ni se prestan ni se venden, ya que son su vida.